# Скорупи
Скорупи (пол. Skorupy) — село в Польщі, у гміні Колбель Отвоцького повіту Мазовецького воєводства.
Населення — 89 осіб (2011).
У 1975-1998 роках село належало до Седлецького воєводства.

## Демографія
Демографічна структура станом на 31 березня 2011 року:
|          | Загалом | Допрацездатний вік | Працездатний вік | Постпрацездатний вік |
| -------- | ------- | ------------------ | ---------------- | -------------------- |
| Чоловіки | 42      | 6                  | 27               | 9                    |
| Жінки    | 47      | 9                  | 24               | 14                   |
| Разом    | 89      | 15                 | 51               | 23                   |